# Molophilus profligatus
Molophilus profligatus är en tvåvingeart som beskrevs av Alexander 1961. Molophilus profligatus ingår i släktet Molophilus och familjen småharkrankar. Inga underarter finns listade i Catalogue of Life.